# Cagayancillo
Cagayancillo è una municipalità di sesta classe delle Filippine, situata nella Provincia di Palawan, nella regione di Visayas Occidentale. Occupa il territorio delle isole Cagayancillo, nel mar di Sulu a circa 220 km a est di Palawan.
Cagayancillo è formata da 12 baranggay:
- Bantayan (Pob.)
- Calsada (Pob.)
- Convento (Pob.)
- Lipot North (Pob.)
- Lipot South (Pob.)
- Magsaysay
- Mampio
- Nusa
- Santa Cruz
- Tacas (Pob.)
- Talaga
- Wahig (Pob.)